# Metrioptera oporina
Metrioptera oporina är en insektsart som först beskrevs av Bolívar, I. 1887.  Metrioptera oporina ingår i släktet Metrioptera och familjen vårtbitare. Inga underarter finns listade i Catalogue of Life.